# Bìm bịp nhỏ

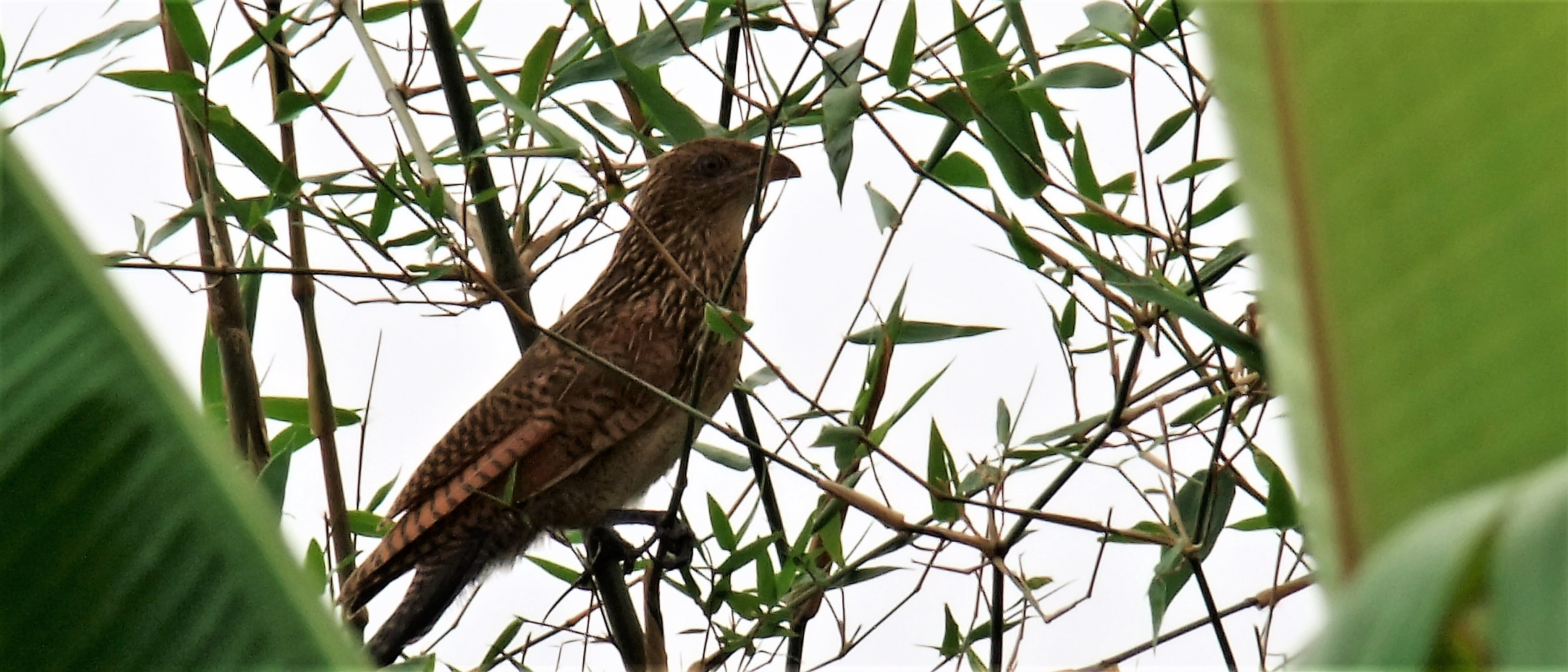
Bìm bịp nhỏ (chim mái)

Bìm bịp nhỏ (danh pháp hai phần:Centropus bengalensis) là một loài chim thuộc chi Bìm bịp. Bìm bịp nhỏ phân bố ở Tiểu lục địa Ấn Độ và Đông Nam Á, gồm lĩnh vực trên khắp Bangladesh, Bhutan, Brunei, Campuchia, Ấn Độ, Indonesia, Lào, Malaysia, Myanmar, Nepal, Philippines, Singapore, Thái Lan, Tây Tạng và Việt Nam.

## Phân loài
Bìm bịp nhỏ có các phân loài sau:
- Centropus bengalensis bengalensis
- Centropus bengalensis chamnongi
- Centropus bengalensis javanensis
- Centropus bengalensis lignator
- Centropus bengalensis medius
- Centropus bengalensis philippinensis
- Centropus bengalensis sarasinorum